# Orpacanthophora
Orpacanthophora is een geslacht van rechtvleugeligen uit de familie sabelsprinkhanen (Tettigoniidae). De wetenschappelijke naam van dit geslacht is voor het eerst geldig gepubliceerd in 1954 door Beier.

## Soorten
Het geslacht Orpacanthophora omvat de volgende soorten:
- Orpacanthophora inermis Beier, 1954
- Orpacanthophora reflexa Beier, 1954